# Анастасия Слуцкая
Анастасия Ивановна (конец XV века — 1-я половина XVI века) — дочь Ивана Юрьевича, князя мстиславского, от первого брака с Ульяной, в замужестве — княгиня Слуцкая.

## Биография
Анастасия в начале 1490-х годов была выдана замуж за слуцкого и копыльского князя Семёна Михайловича Слуцкого, который умер в 1503 году. Поскольку их сын, Юрий, был ещё мал, то управление княжеством оказалось в руках Анастасии.
В это время на территорию княжества часто нападали татары. Князю Семёну не раз приходилось отражать набеги. А после его смерти отражением набегов занялась княгиня Анастасия, которая лично возглавляла войска. И ей в период 1505—1508 годов удалось защитить Слуцк, хотя территория княжества подверглась разорению.
Молодая вдова княгиня не раз привлекала внимание своих современников. Наиболее известным из поклонников Анастасии был крупный литовский магнат — князь Михаил Львович Глинский. Согласно польскому историку конца XVI века Мацею Стрыйковскому, между Анастасией и Михаилом был роман, однако когда Михаил в 1508 году посватался к княгине, Анастасия отказалась выйти за него замуж. Для того, чтобы завоевать руку Анастасии, Михаил дважды пытался взять Слуцк, но неудачно. Вскоре Михаил Глинский с братьями перешёл на службу к великому князю московскому Василию III. Впрочем, из послания Михаила Глинского Василию III известно, что Слуцк во время мятежа осаждал не Михаил, а его родственник Андрей Дрождж.
После того, как сын Анастасии, Юрий, повзрослел, он сам принял на себя управление княжеством, а его мать отошла от управления.
О последних годах жизни Анастасии ничего неизвестно. Она умерла в 55-летнем возрасте (около 1526 года). Анастасия записана в Супральском синодике (поз. 21).

## Брак
Муж: Семён Михайлович (ум. 14 ноября 1503), князь слуцкий и копыльский с 1481 г. 
Дети:
- Юрий (1492—1542), князь слуцкий с 1503 г.
- Татьяна
- Александра; муж: князь Константин Иванович Острожский (1460/1463 — 11 сентября 1530)

## Образ в искусстве
Фрагменты судьбы и черты характера Анастасии Слуцкой прослеживаются в восточнославянских народных былинах «про отважную поляницу Настасью Микуличну».
В 2003 году на студии «Беларусьфильм» был снят фильм «Анастасия Слуцкая», посвящённый княгине Анастасии. Её роль исполнила Светлана Зеленковская.
В сентябре 2016 года в Слуцке был установлен Архивная копия от 16 сентября 2016 на Wayback Machine памятник Анастасии Слуцкой.
30 октября 2018 г. на сцене Большого театра Беларуси состоялась премьера балета «Анастасия» на музыку современного белорусского композитора  Вячеслава Кузнецова. Поставил балет народный артист Беларуси Юрий Троян.